# Santa Isabel do Rio Preto

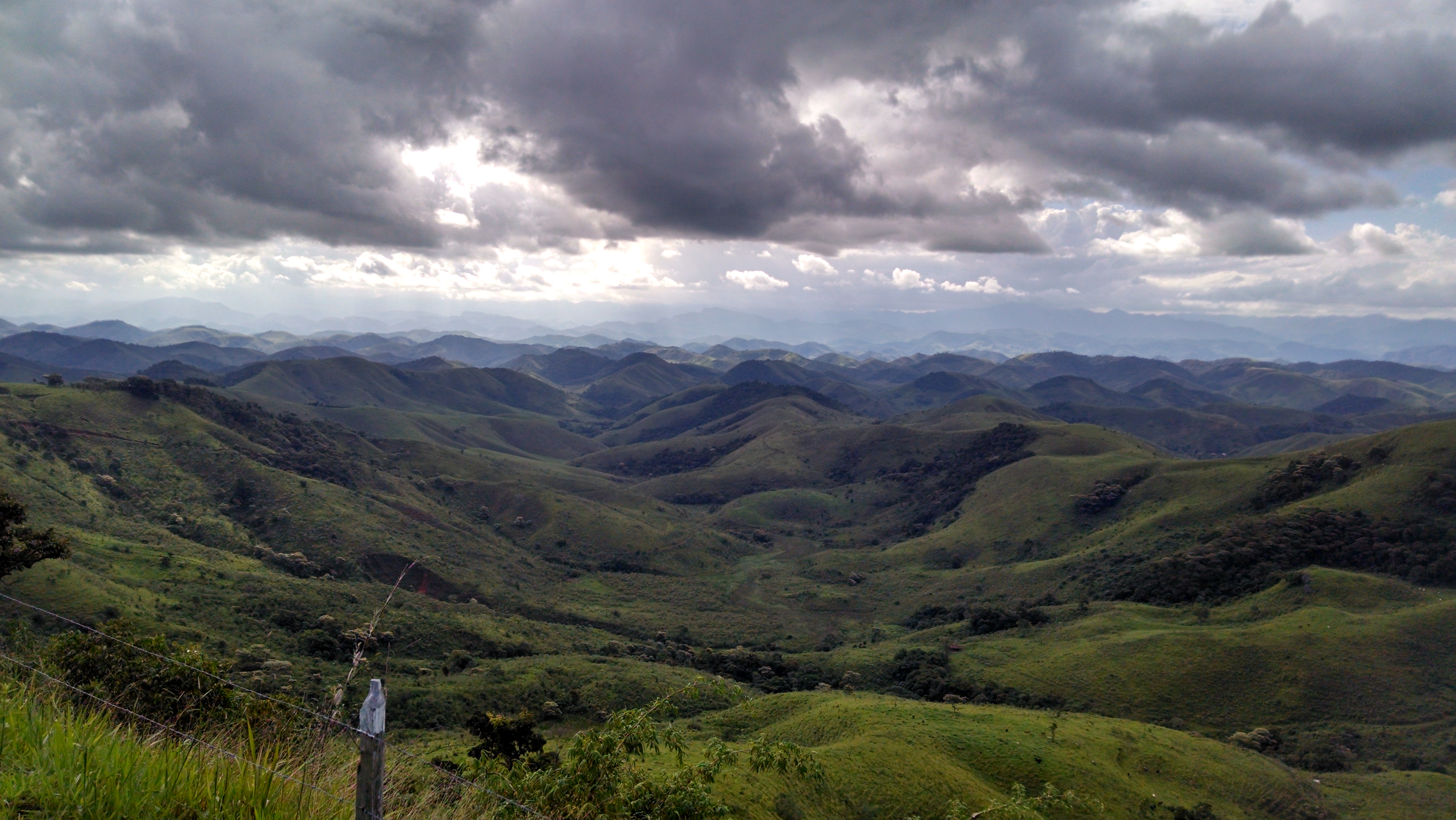
Serra da Beleza.

Santa Isabel do Rio Preto é um distrito do município fluminense de Valença.
Com população de 2.431 habitantes, estimativa do Censo 2010 do IBGE, fica a 57 quilômetros da sede do município,  170 quilômetros da cidade do Rio de Janeiro, a 46 quilômetros de Volta Redonda e 55 de Barra Mansa. 
Em Santa Isabel do Rio Preto localiza-se a Serra da Beleza, e quem passa por essa localidade, costuma escutar relatos sobre discos voadores. É um local conhecido por ser aconchegante e possuir um povo muito hospitaleiro e animado.
O distrito também costuma ser muito frequentado e procurado por ciclistas e amantes de trilhas, que seguem pelo antigo leito ferroviário da extinta Linha da Barra da Rede Mineira de Viação, em direção ao distrito vizinho de Conservatória, podendo-se observar toda a paisagem deslumbrante da Serra da Beleza pelo caminho.
Localizado na divisa dos estados do Rio de Janeiro e Minas Gerais, sua principal  atividade econômica é produção do leite e seus derivados.
Fica próxima a Santa Rita de Jacutinga, umas das mais belas cidades da região sul de Minas Gerais.